# Sidney (Montana)
Pour les articles homonymes, voir Sidney.
La ville de Sidney est le siège du comté de Richland, situé dans le Montana, aux États-Unis.